# クロスレール
クロスレール (Crossrail) は、現在南東イングランドで一部営業中の総延長118 km (73 mi)の鉄道路線である。当路線はバークシャーからグレーター・ロンドン経由してエセックスを結び 42 km (26 mi)のトンネル区間が含まれる。ピーク時には、10両編成の電車が1時間当たり24本、ロンドン中心部のトンネルを通りそれぞれの方面へ運転される。当路線はクロスレール・リミテッド (Crossrail Ltd) が請け負う2つの路線のうちの1つで、他には提案されているクロスレール2（チェルシー＝ハックニー線）がある。新しい幹線車両限界を基準に作られた東西のトンネルは、西はパディントン駅から東はホワイトチャペル駅まで延びる。現在のクロスレール・リミテッドは2001年にクロス・ロンドン・レール・リンクス (Cross London Rail Links, CLRL) として形作られ計画が実行された。プロジェクトは2007年10月に承認され、2008年7月にクロスレール法が可決された。
クロスレールはロンドン・オーバーグラウンドと同様にロンドン交通局が認可しロンドンレールとして運営される。営業運転は2015年5月からリヴァプール・ストリートとシェンフィールド間で開始の予定で、その他の延伸区間は2018年から2019年の開業が予定されている。元の計画では最初の電車は2017年から運行される予定であった。一方で、2010年には予算が見直され10億ポンド抑えられ159億ポンドのプロジェクトとされ、現在の計画では中心部区間の運行は2021年夏となっている。この鉄道はヨーロッパでは最大の建設プロジェクトになった。
2015年5月31日からグレートイースタン本線リバプール・ストリート駅～シェンフィールド駅間の緩行線電車の運行を開始した。続いて2018年5月20日からはパディントン駅～ヒースロー空港間の連絡列車「ヒースロー・コネクト」の運行を引き継ぎ、さらに2019年12月15日からはパディントン駅～レディング駅間の緩行線電車の運行をグレート・ウェスタンから引き継いで開始した。これらの路線は地下区間の開通後には「エリザベス線」として一体的に直通運転される。全通まではそれぞれがTfL Railというブランド名で運行されている。2022年5月24日からパディントンからアビーウッド間運行を開始した。
2024年11月19日、ロンドン交通局は同路線の運行を東京メトロと住友商事、欧州旅客大手Go-Ahead社の合弁会社GTS Rail Operations Limitedが受託すると明らかにした。同社による運行は2025年5月より開始し、7年契約となる。

## 歴史

### 計画と資金調達

#### 1948年の計画
ロンドン中心部を大きな径の鉄道トンネルで、パディントンとリヴァプールの幹線駅を結ぶコンセプトは鉄道員ジョージ・ダウによりロンドンの夕刊紙『ザ・スター』(The Star) に1941年6月14日に提案された。ダウはまた、戦後のテムズリンク・ラインを予想し、南北の路線も提案している。現在のクロスレールの元となる提案は1943年のパトリック・アバークロンビーによる大ロンドン計画であった。これらは鉄道委員会（ロンドンプラン）による専門家調査につながり、1944年に定められ1946年と1948年に報告された。A路線はラフバラ・ジャンクションからユーストンまでで、ブラックフライアーズ橋を取り替えて大部分は今日のテムズリンク計画が同じ役割を果たしている。F路線はルイシャム駅とキルバーンをフェンチャーチ・ストリート、バンク、トラファルガー広場、マーブルアーチ、メリルボーン経由で結ぶものであった。C路線はA路線より優先順位は低いと見られていたが、この1路線だけヴィクトリア線として小径の地下鉄トンネルで建設された。

#### 1974年の計画
「Crossrail」の用語は環境省とグレーター・ロンドン・カウンシルによる1974年のロンドン鉄道調査報告書 (London Rail Study Report) に表れ、ロンドンやサウス・イーストの将来のさらなる交通需要や戦略的計画を考慮している。報告書には新線や路線の延長が含まれ、その中にはフェンチャーチ・ストリート駅へのジュビリー線（当時は "Fleet Line" と呼んでいた）やジュビリー線延長 ("River Line") 計画、クロスレール2が含まれていた。スノー・ヒルトンネルの再開や2本の地下深い路線が提案された。
- ノーザン・トンネル (Northern Tunnel) - パディントン駅からリバプール・ストリート駅まで。マーブル・アーチ、ボンド・ストリート／オックスフォード・サーカス、レスタースクエア／コベントガーデン（乗換駅）、ホルボーン／ルドゲート（パターノスター・スクエア近く）経由。
- サザン・トンネル (Southern Tunnel) - ヴィクトリア駅からロンドン・ブリッジ駅まで。グリーン・パーク／ピカデリー、レスタースクエア／コベントガーデン（乗換駅）、ルドゲート／ブッラクフライアーズ、キャノンストリート／モニュメント経由。

1974年の調査ではパディントンとマーブル・アーチの間のノーザントンネルの区間では14,000人を輸送し、リヴァプール・ストリートとルズゲート・サーカスの間は21,000人を輸送するとされ、この区間では貨物も輸送するとされた。サザン・トンネルはこれよりも多く見積もられている。クロスレールはパリのRERやドイツのSバーンのようになるとコメントされている。ロンドン・ヒースロー空港への直通運転にも言及され、これはコストが3億ポンドと高額であることを除けば、想像性に富んだ構想であった。事前調査では実行性と資金計画の解決が高い優先事項であると推奨された。また、計画で定められた路線がほかの開発計画に衝突されないよう守られるとした。

#### 1989年の計画
1989年の "Central London Rail Study" では "East-West Crossrail"（イースト・ウェスト）や "City Crossrail"（シティ）、 "North South Crossrail"（ノース・サウス）など既存の鉄道網とを結ぶ イギリス国鉄 (BR) の標準的な規格のトンネルが提案された。東西の計画はリヴァプールストリートからパディントン／メリルボーンである。報告書ではまた、いくつかの他の計画も含まれテムズリンク・メトロ線 (Thameslink Metro) の改良や、新しい地下鉄であるチェルシー・ハックニー線 (Chelsea Hackney line) も含まれていた。東西計画 (east-west scheme) の建設コストは車両費用も含め8億8,500万ポンドであった。1991年にパディントンからリヴァプール・ストリートまでの新しい地下鉄路線を含む計画の個別法案が議会に提出された。この法案はロンドン地下鉄とBRが推進し、英政府が支持するとしていたが1994年に個別法案委員により否決されている。

#### 2001年の計画
2001年、クロス・ロンドン・レール・リンクス (Cross London Rail Links, CLRL) がロンドン交通局と英運輸省の50対50の合弁企業として計画を開発推進するために組織され、ウィンブルドン＝ハックニー計画が作られた。

#### 2004年スーパーリンクの計画
より野心的に命名されたスーパーリンク (Superlink) 計画が2004年に提案され、コストはおよそ130億ポンドとロンドン郊外での追加のインフラ工事や加えてクロスレールの東西のトンネル、ケンブリッジやイプスウィッチ、サウスエンド、リージング、ベージングストーク、ノーサウンプトンを結ぶ路線が含まれる。計画の推進者によればこの路線は4倍の多くの乗客を輸送し、少ない公的な補助金で済むとしていた。
提案はクロスレールにより拒否され、当時のロンドン市長であったケン・リヴィングストンや英運輸省の支持は得られなかった。

#### 2005年クロスレール法案と事後承認
クロスレール法案2005は混合法案で、議会を通過した。クロスレール法案特別委員会は2005年12月から2007年10月の間に開かれている。特別委員会は2006年2月に中間決定を発表し、ウーリッジに駅を追加するよう求めた。政府は当初、この案は全ての計画の適正な予算を危うくすると応じたがその後の合意によりこれは可能になった。2008年2月に法案は貴族院に送られ修正され、法律は2008年7月22日にクロスレール法2008として可決された。クロスレール法では環境影響評価書や計画、他の関連した情報が伴っている。クロスレール法はクロス・ロンドン・レール・リンクスに路線建設のために必要な権限を与えており、イギリス空港会社（BAA, 現ヒースロー・エアポート・ホールディングス）からの2億3,000万ポンドの分担金の同意が発表され、運輸大臣のアンドリュー・アドニスは世界的な景気後退の中でも資金計画は適当であることを確認している。2008年12月4日にロンドン交通局と英運輸省はクロスレールスポンサー契約に署名した。これは資金計画を規定しており、費用はネットワーク・レールやBAA, シティー・オブ・ロンドンの分担金と並んで159億ポンドと見積もっている。
当時の英首相ゴードン・ブラウンとロンドン市長のボリス・ジョンソンは2009年5月15日にカナリー・ワーフ駅での起工式に参加している。2009年9月7日にプロジェクトは10億ポンドの資金を受けているが、資金はロンドン交通局が欧州投資銀行から融資を受けたものである。
2010年の総選挙に先駆けて、労働党と保守党の両党は鉄道の計画を達成するためにマニフェストを約束している。新しい運輸大臣が2010年5月に任命され、新しい連立政権のプロジェクトの取り組みが確認された。元の計画では最初の列車が走るのは2017年であった。2010年の支出見直しで10億ポンドの節約が確認され、シンプルなトンネルの掘削方策からトンネルボーリングマシンの数とアクセス坑の数を減らすことを必要とした。これにより、建設ペースは遅くなり現在では最初の列車がロンドン中心部区間を通るのは2018年が予定される。

### 建設

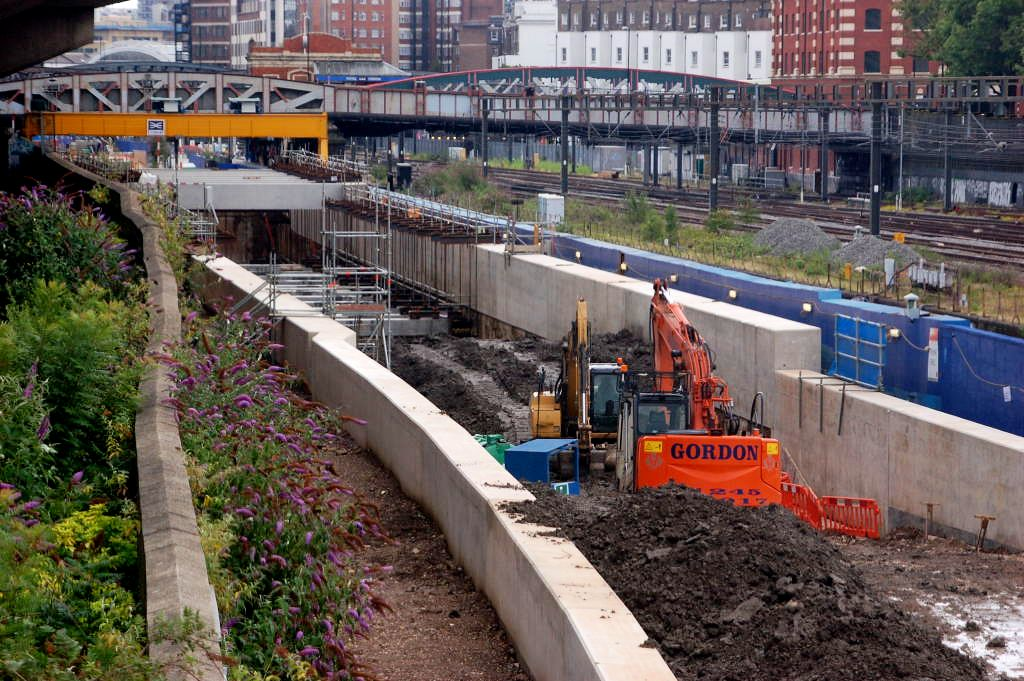
ロイヤル・オーク入口のクロスレールの建設現場。2011年7月

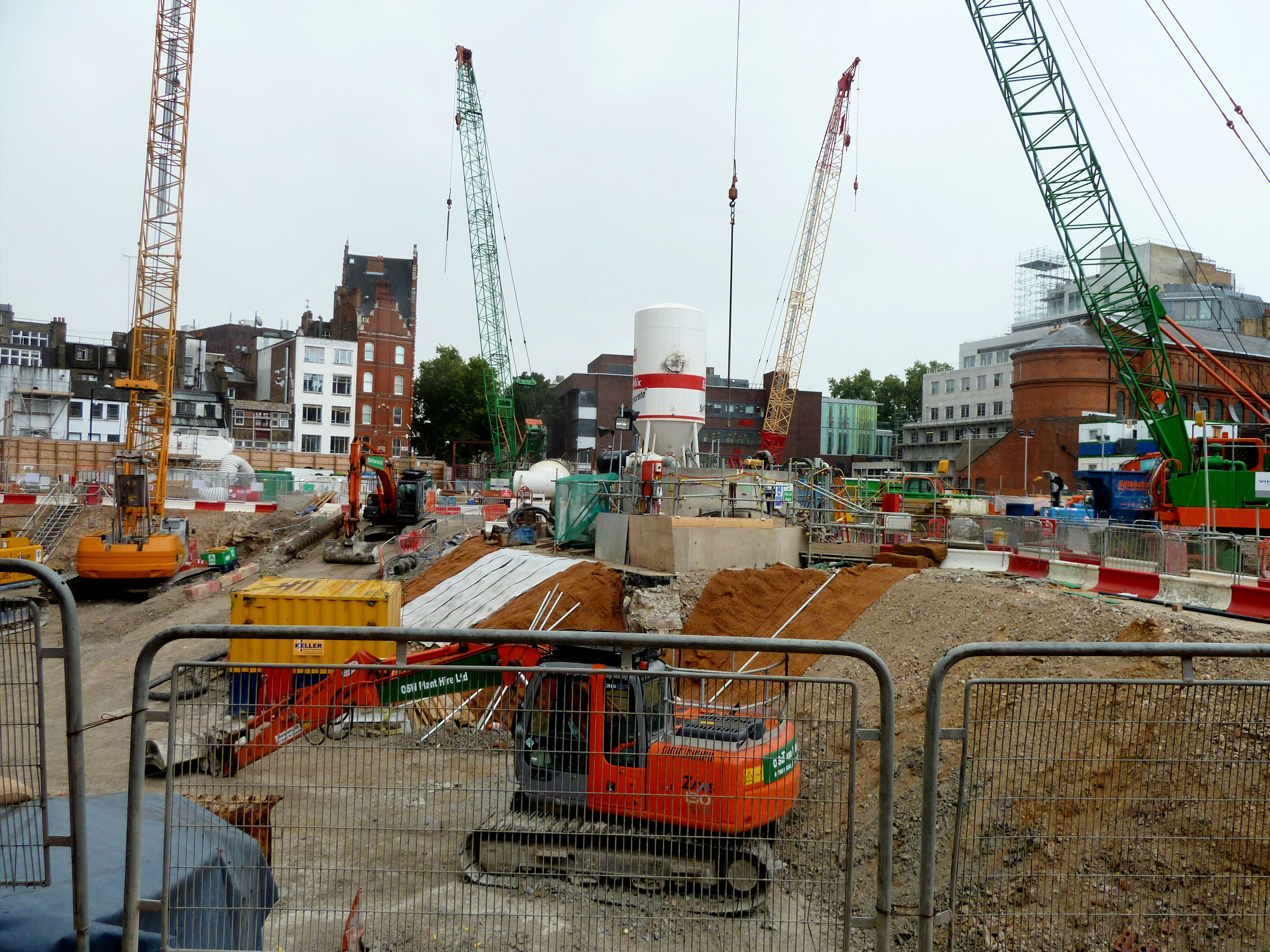
トテナム・コート・ロード駅のクロスレールの建設現場。2011年9月

建設のピーク時には14,000人の人員がプロジェクトに必要であることが予想された。工事は2009年5月15日に将来のカナリー・ワーフ駅での杭打ちにより始まった。
2009年8月に2つの主なトンネル掘削契約の入札広告が欧州連合官報に掲載された。'Tunnels West' (C300)（西側）は対のロイヤル・オークから新しいファリンドン駅を通り西側の入口となるパディントンまでの6.2 kmである。'Tunnels East' (C305)（東側）は3つのトンネル部分とイースト・ロンドンの着手空間が求められた。契約は2010年後半に契約が与えられ、'Tunnels West' はBAMナットル、フェロビアル、キアーグループが、'Tunnels East' はACS、John Sisk & Son がそれぞれ獲得している。残されていたトンネル掘削の契約である "C310, Plumstead to North Woolwich" はテムズ川下のトンネルも含まれ、2011年にホッホティーフと J. Murphy & Sons が獲得した。
2009年9月にトテナム・コート・ロード駅で10億ポンドの準備工事の開始とロンドン・アストリアなどを含む建物の土地収用と解体が始まった。
2010年3月に第二期の作業準備工事の契約が決まり、これにはロイヤル・オークタクシー施設入口の取り壊しやボンド・ストリート駅の解体、トテナム・コート・ロード駅とパディントン・ミルレーン入口の取り壊しが含まれていた。2010年10月にはトンネル掘削工事の殆どの契約が決まった。

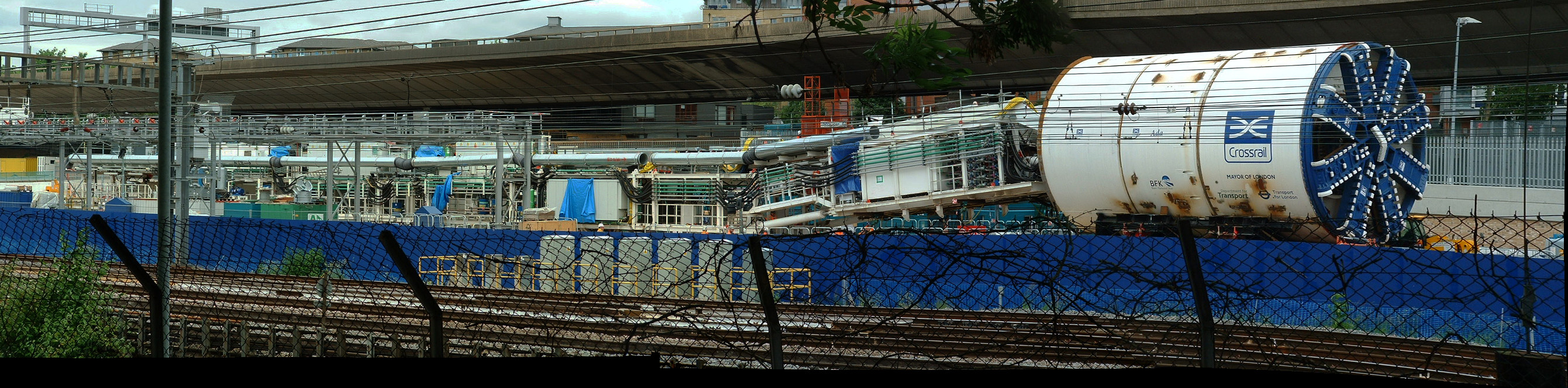
第2のトンネルボーリングマシン "Ada" ロイヤル・オーク入口。2012年6月

2011年12月に掘り出された土砂をトンネルからウォルシー島へ運搬する契約がBAMナットルと Van Oord からなる共同企業体が受注している。450から500万トンの土砂が新しい湿地保護地区を造営するために使われる。

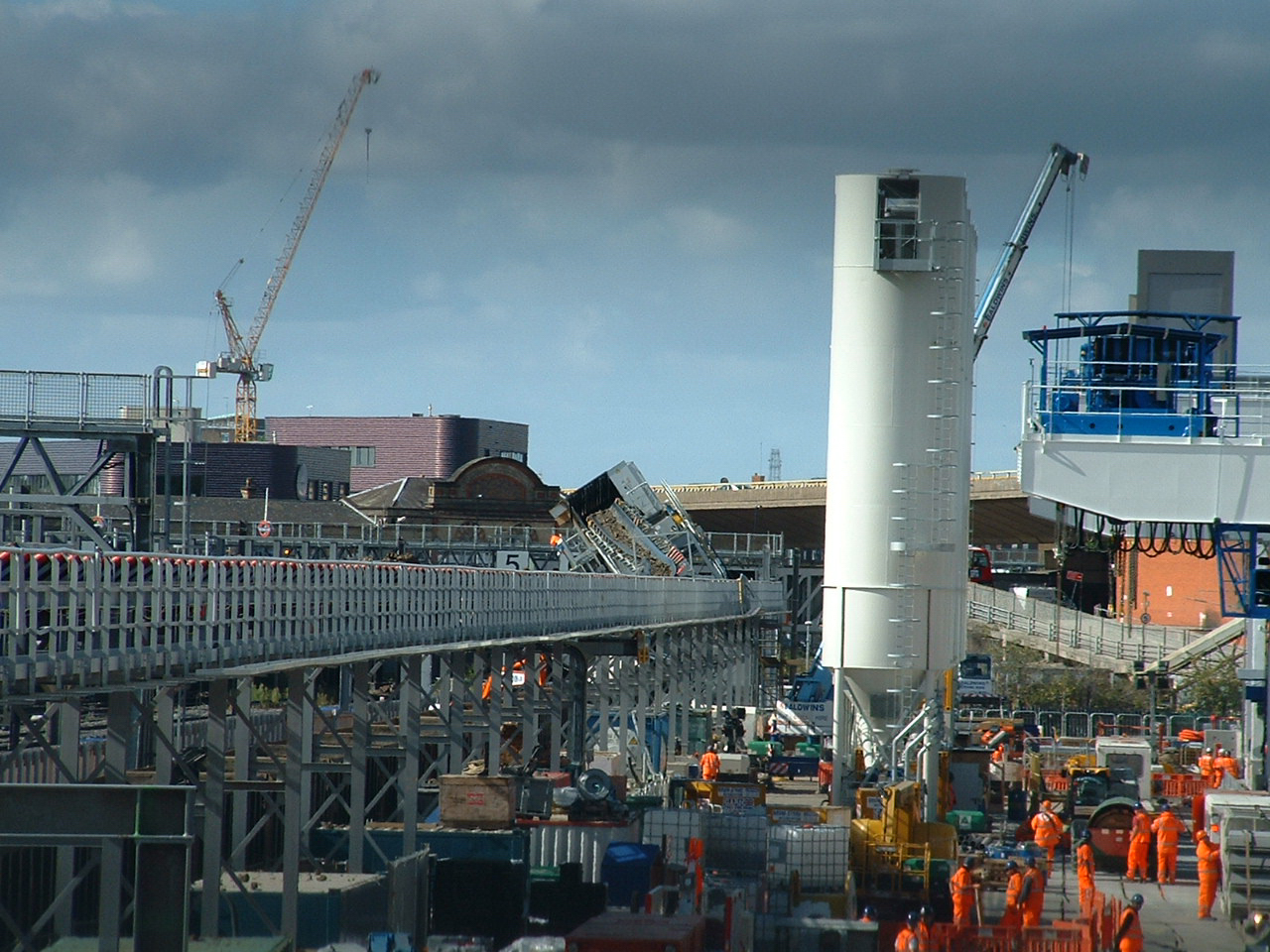
ガントリーの崩壊

2012年9月27日にウェストボーンパークチューブ駅近くの建設現場で掘り出された土砂を載せるための運搬ワゴンに使われるガントリーホッパーを支持していた構台が崩壊した。それにより、設備が横に傾き隣接したネットワーク・レールの路線が一時閉鎖された。
2013年3月にクロスレールの掘削で覆われていない13体の人骨がファリンドンにあるチャーターハウス広場の庭園を囲む道路の2.5 m下で発見された。これらの人骨は14世紀からの黒死病の犠牲者と考えられている。2015年3月に発掘調査が行われた。

## 計画
クロスレールは新しいロンドン中心部の東西のトンネルを基礎として、グレート・ウェスタン本線のパディントン駅付近とグレート・イースタン本線のストラトフォード駅付近を結ぶ。東側はホワイトチャペルからドックランズを通る路線と使われなくなったノース・ロンドン線の一部であるカスタム・ハウス駅やテムズ川の下を通りアビーウッド駅へ至る支線が分岐する。列車は西側のメイデンヘッドやヒースロー空港から東側のシェンフィールド駅やアビーウッド駅に向かって走る。シェンフィールドやヒースロー、メイデンヘッドの路線での既存の緩行線の運行はクロスレールが引き継いだ。新規に建設される区間は全長約22kmである。

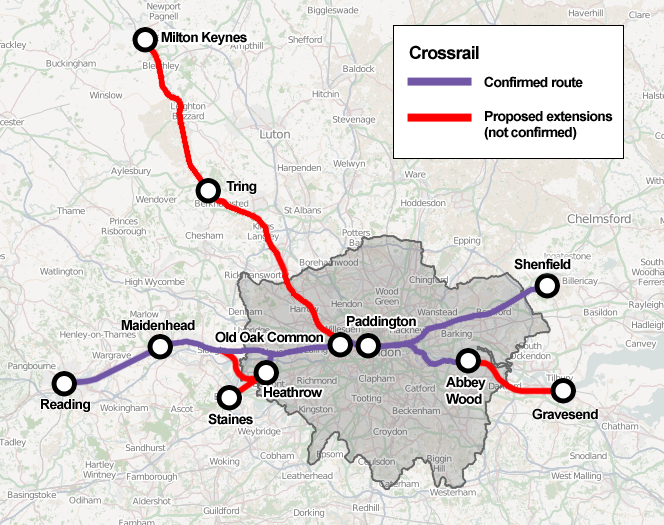
2011年に計画した延長予定図　（赤線）

### トンネル
5つのトンネル掘削区間がありそれぞれ内径は6.2 m、トンネルの総延長は21 kmである。それぞれの区間はロイヤル・オークからファリンドンが6.4 km, リモー・ペニンシュラからファリンドンが8.3 km, パディントン・ミル・レーンからステップニー・グリーンが2.7 km, テムズトンネル区間のプラムステッドからノース・ウーリッジまでが2.6 km, リモー・ペニンシュラからヴィクトリア・ドック・ポータルまでの0.9 kmはパディントン・ミル＝ステップニー間のトンネル掘削機が再利用される。それぞれの区間は2本のトンネルが2つのトンネルボーリング・マシーン (TBM) により掘られる。トンネルの内側はコンクリートの部分品により建設され、掘削距離は週当たり100 m前後が予想されている。メインとなるトンネル掘削の契約は約15億ポンドとされている。

#### トンネルボーリングマシン
事業計画ではドイツの8つのヘレンクネヒト社の直径7.1 mの TBM が使われ、2種類の機材のうち泥漿型はテムズトンネルで使われチョーク層を通る掘削も含まれる。土圧バランス機 (ERBM) は粘土や砂礫を通る掘削に使われる。TBMの重量は1,000トン近くあり、長さは100 mを超える。
TBMにはトンネル掘削の慣習から名前が付けられることになり、クロスレールでは2012年1月にコンペを行い2,500を超えるエントリーがあり、10ペアの候補が上がった。公開投票が2012年2月に行なわれ最初の3ペアの名称が3月13日に発表された。
- Ada, Phyllis はロイヤルオークからパディントンの区間。エイダ・ラブレスとフィリス・ピアソール（英語版）にちなむ。
- Victoria, Elizabeth はリモーペニンシュラからファリンドンの区間。ヴィクトリア女王とエリザベス2世にちなむ。
- Sophia, Mary はプラムステッドからノース・ウーリッジの区間。マーク・イザムバード・ブルネルとイザムバード・キングダム・ブルネル父子のそれぞれの妻の名前にちなむ。(すなわちソフィアはイザムバード・キングダム・ブルネルの母である)

### 西側区間

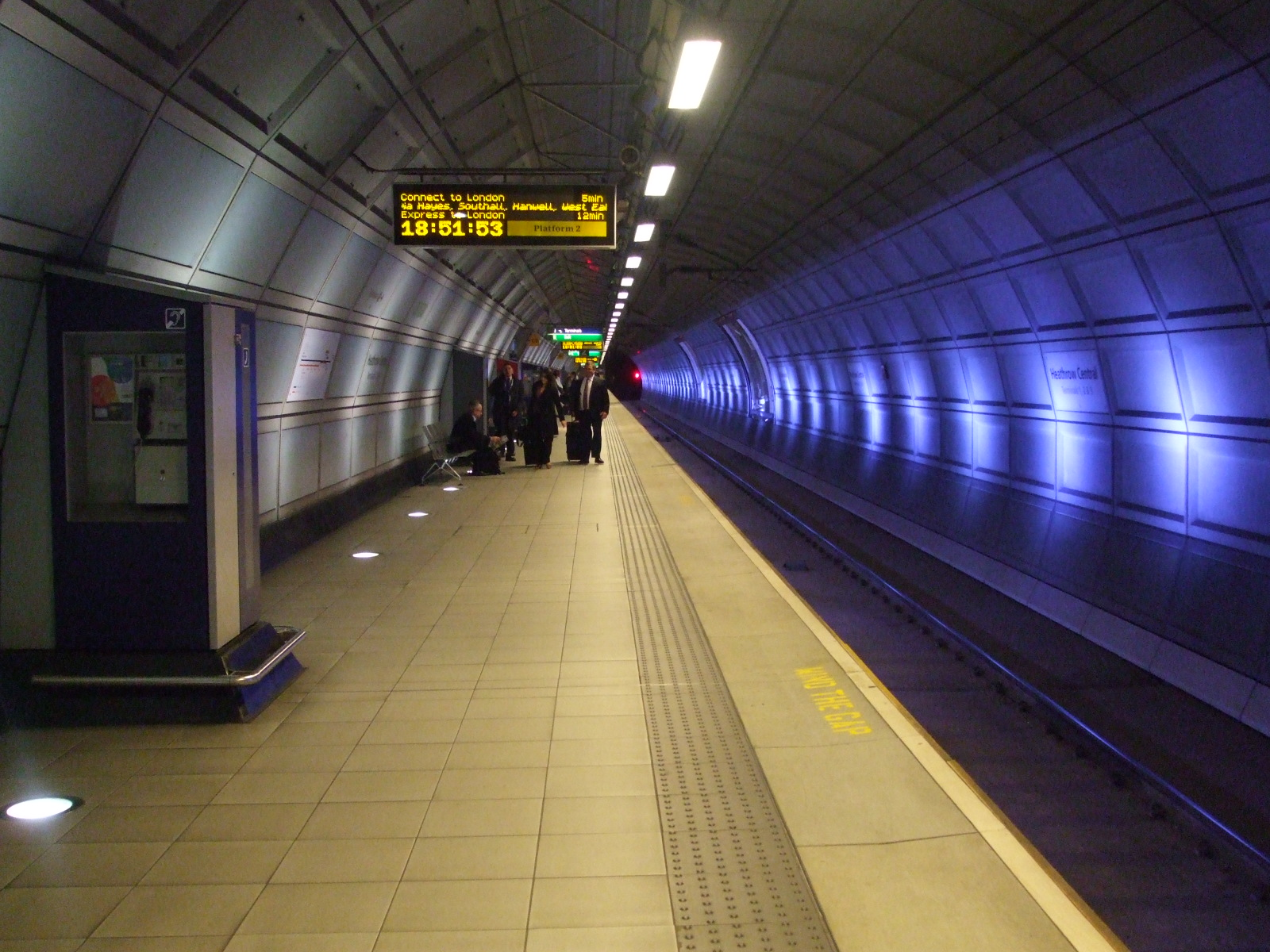
ヒースロー・セントラル駅のプラットホーム

西側区間はメイデンヘッド駅からアクトン・メイン・ライン駅までの地上区間とヒースロー空港までの地下の支線がある。本線には全ての駅の改良が含まれる。メイデンヘッド駅、タプロー駅、バーナム駅、スラウ駅、ラングレー駅、アイヴァー駅、ウェスト・ドライトン駅、ヘイズ・アンド・ハーリントン駅、サウスホール駅、ハンウェル駅、ウェスト・イーリング駅、イーリング・ブロードウェイ駅、アクトン・メイン・ライン駅がある。ヒースローの支線にはヒースロー・ターミナル4駅とヒースロー・セントラル駅がある。ヒースローの支線は本線とはウェスト・ドライトンとヘイズ・アンド・ハーリントンの間で接続している。のちに運行区間はバークシャーの鉄道ハブターミナルであるレディング駅(メイデンヘッドから2駅先)までに延長され、中間駅であるトワイフォード駅の改良も追加された。また、ヒースロー支線とグレートウェスタン本線の接続部分の改良工事も併せて行われた(ヒースロー・コネクトのページを参照)。

### 中心部区間
中心部のトンネルはパディントン駅の西側の入口からホワイトチェペル駅まででさらにストラトフォード駅やカナリー・ワーフ駅へと続く。この区間にはパディントン、ボンド・ストリート、トテナム・コート・ロード、ファリンドン、リバプール・ストリート、ホワイト・チャペル、カナリー・ワーフの駅が含まれ、ロンドン地下鉄やロンドン・オーバーグラウンド、ナショナル・レール、ドックランズ・ライト・レイルウェイとの乗り換え駅がある。これらの駅に必要な新しいホームの大きさや場所により、この中の一部は2つの地下鉄の駅に接続される。市を東西に結ぶ路線はエリザベス女王にちなみエリザベス線（エリザベスライン）と命名された。
- オールド・オーク・コモン駅：HS2路線の接続が計画されている
- パディントン駅：施設の追加
- ボンド・ストリート駅：施設の追加
- トテナム・コート・ロード駅：大規模な改築
- ファリンドン駅：施設の追加（テムズリンクとバービカン駅と接続）
- リバプール・ストリート駅：施設の追加（ムーアゲート駅と接続）
- ホワイトチャペル駅（英語版）：施設の追加

### 東側区間

#### ホワイトチャペル・シェンフィールド

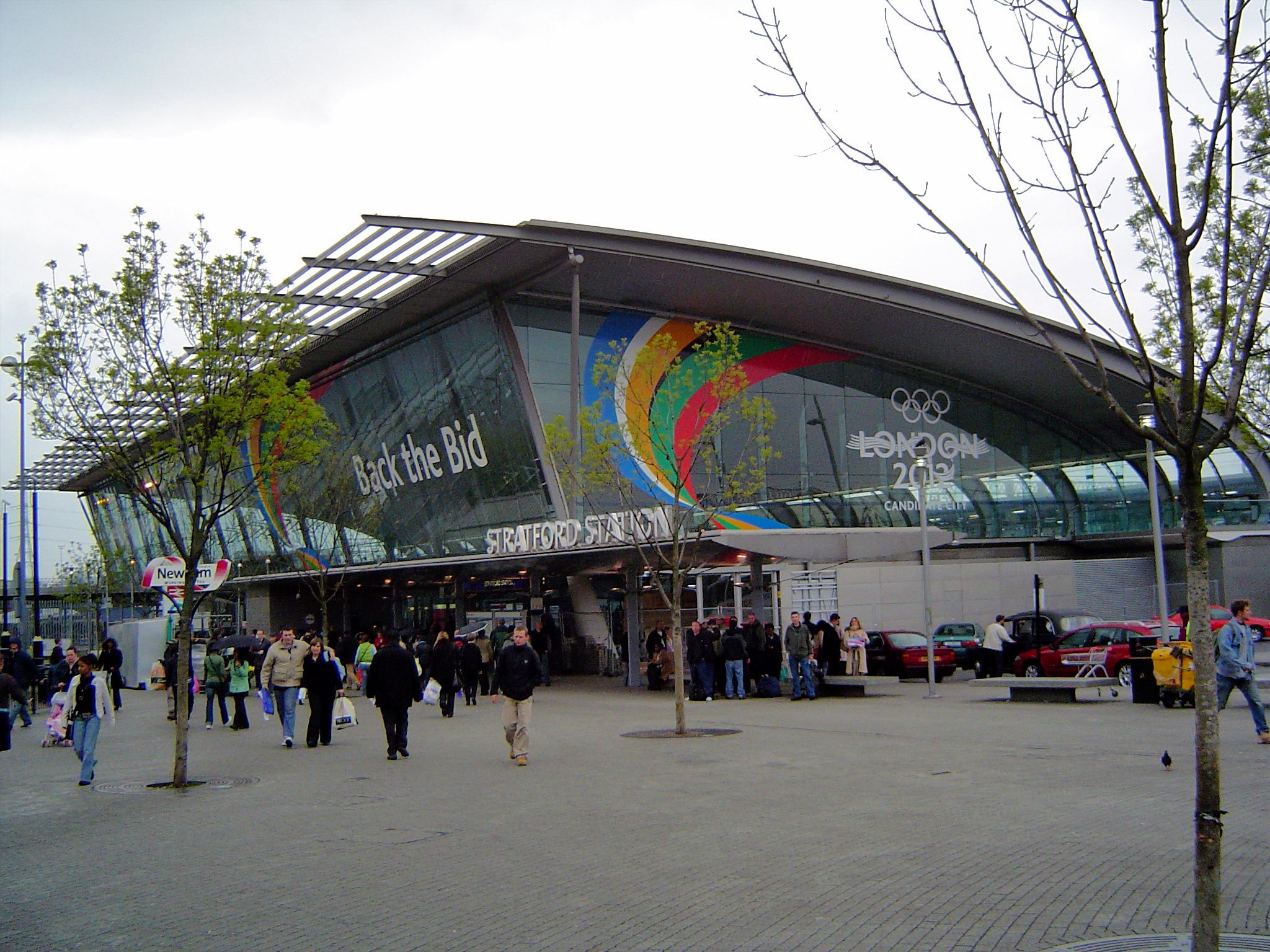
オリンピックスタジアムに近い主要な乗換駅となるストラトフォード駅

この区間はホワイトチャペルからストラトフォードまでは新規に建設される地下線である。ストラトフォード駅から先はグレート・イースタン本線の緩行線に乗り入れる。運行区間にはストラトフォード駅、メリーランド駅 、フォレスト・ゲート駅 、マナー・パーク駅、イルフォード駅、セブン・キングス駅、グッドメイズ駅、チャンドウェル・ヒース駅、ロンフォード駅、ギデアパーク駅、ハロルド・ウッド駅、ブレントウッド駅、シェンフィールド駅の各駅が含まれる。
メリーランド駅は2006年8月7日まで含まれていなかったが、ドアカットが同意され停車駅に含まれるのが可能になった。
また、2015年からはリバプール・ストリート駅からストラトフォード駅間の地上緩行線もクロスレール(TfL Rail)の運行区間となった。

#### ホワイトチャペル・アビーウッド
この区間はホワイトチャペルからカナリーワーフまでは地下区間で、その後アビーウッドまでは地上区間である。カスタム・ハウスからノース・ウーリッジまでコノートトンネルを経由する使われなくなったノース・ロンドン線の区間が再利用される。トンネルはイースタンカウンティ・テムズジャンクション鉄道により建設され、ノース・ウーリッジのテムズ川下のトンネルを経由しノース・ケント線とを結ぶ。コノートトンネルの修復はコンクリートの充填と再掘削で、当初意図していたものではトンネルの構造上危険過ぎるとみなされた。2013年初めに予定されていた工事は現在進行中で、掘削開始前に1,300万リットルのトンネル内の水がドックより抜かれた。このトンネルは1837年に建設されクロスレールの中では唯一、古いトンネルが再利用される区間である。
- カナリー・ワーフ駅（英語版）：新駅。以前は 'Isle of Dogs' と呼ばれた。
- カスタム・ハウス駅：改築と施設の追加
- ウーリッジ駅（英語版）：新駅計画
- アビーウッド駅（英語版）：ホームの追加、既存線の再配列

### 運行計画
パディントンからホワイトチャペルの中心部区間はピークの時間帯で1時間当たり24本の運行が計画されている。東側の区間はシェンフィールドやアビーウッドに向かう電車にそれぞれ分かれる。西側の区間は最初の計画では14本がパディントン行となる計画だが、これは見直し中である。残りの4本はヒースロー（ヒースロー・エクスプレスで補完）へ向かい、2本はウェスト・ドライトン、4本はメイデンヘッドへ向け運行される。東西の本格的な運行は2019年までは行なわれず、これはグレート・ウェスタン本線の信号設備の変更による。運行の区間は順次拡大される。
- ヒースロー - パディントン（本線ホーム）：2018年5月
- パディントン（クロスレールホーム）- アビーウッド：2018年12月
- パディントン（クロスレールホーム）- シェンフィールド：2019年5月
- 全線開業：2019年12月

開業時にはピーク時の運行本数は24本だが、将来の輸送力増強に備えて余裕が持たされている。将来的には1時間当たり32本の運行も可能で2両の増結によって30 - 40%の輸送力増強も可能である。

### 信号
西側の区間で2019年から使われるETCS2, 中心部区間とアビーウッド方面のCBTCと自動列車運転装置 (ATO)、グレート・ウェスタン本線とグレート・イースタン本線の自動列車警報装置 (AWS)、列車防護警告装置 (TPWS) が組み合わされて使われる。

### 電化方式
クロスレールでは交流25 kv・50 Hzの架空電車線方式が採用される。これは4軌条方式のロンドン地下鉄や第3軌条方式のノース・ケント線と異なり、グレート・イースタン本線やグレート・ウェスタン本線と同様である。架空電車線方式はヒースロー空港への分岐点からメイデンヘッドの間でも導入される。

### 車両

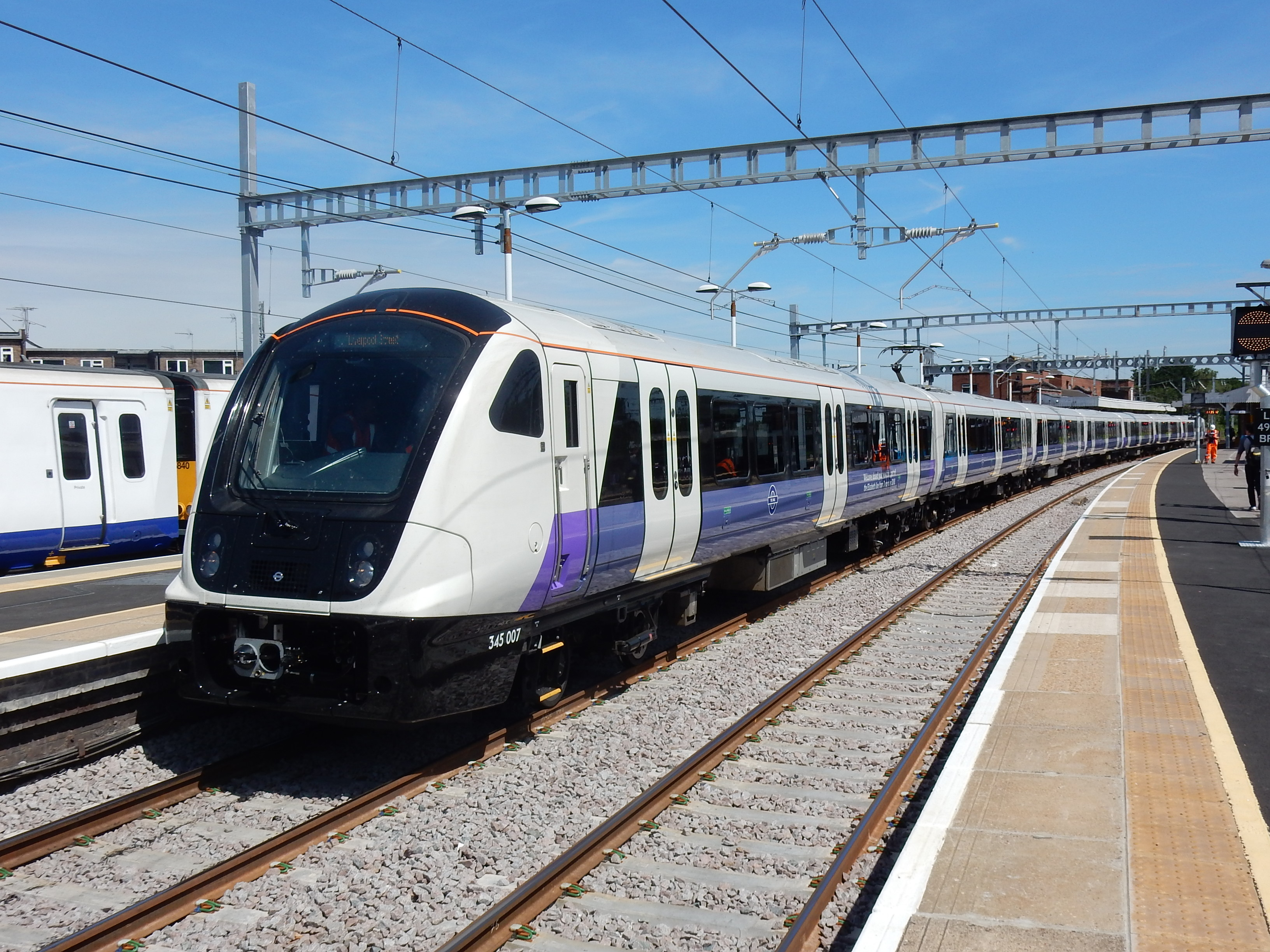
345形電車

クロスレールで使われる車両は345形 (Class 345) の形式が登録されている。60編成が必要とされ、それぞれの編成は200 mあり1,500人の乗客を運ぶ。車両は移動困難者が移動しやすいように車椅子専用エリアや映像や音声による案内設備、監視カメラ、運転士との緊急時の連絡設備などが備えられる。クロスレールでは開発コストを最小限にするため既存の設計をベースにすると述べている。
政府の車両計画（2008年）ではクロスレールの車両はテムズリンク計画で調達する新しい車両と同様になると予想され、165形 (Class 165) や360/2形 (Class 360/2) は置き換えられ他線区で使われる。
2011年3月、クロスレールは5社の入札者が345形の製造とそれに関連した車両基地の建設の候補として挙げた。このうちアルストムがまず2011年7月に撤退。その後2012年12月、クロスレールは仕様書をCAF, シーメンス、日立製作所、ボンバルディア・トランスポーテーションに対し提出した。シーメンスの撤退を経て、入札の結果ボンバルディアが手掛けることとなり、2014年2月19日に契約が交わされた。同社の「アヴェントラ」をベースとした車両はダービーの工場で製造され、2017年より、まずは既存区間で運行される予定である。

### 駅
クロスレールでは駅のインフラ整備に大きな作業を要する。もともと、列車編成の長さは200 mになる予定だが、中心となる区間の10箇所の新しい駅は乗客数の増加による必要性に備えるため240 mの編成でも使用可能にするため建設が行なわれている。既存駅のプラットホームはそれに合わせて延伸が行なわれる。
メリーランド駅とマナー・パーク駅はプラットホームの延伸は行なわれず、ドアカットが行なわれる。メリーランドは拡張なための法外なコストと乏しいビジネスケースで、マナー・パークは貨物のループ線に影響があるのでドアカットが行なわれる。
構造の完全性が1世紀続くことを確実にするため新しい駅のモックアップがベッドフォードシャーに造られた。計画では最終的な建設が行なわれる前に、公で設計を試用してフィードバックを得るためにロンドンに少なくとも1つのモックアップを持ってくることが計画されている。
37の駅のうち28は両方のホームへのバリアフリーのアクセスで、電車のドアは中心部区間の駅とヒースローではプラットホームと同一の高さである。駅では監視カメラ (CCTV) が完全装備されるがこれはプラットホームの長さのため、中心部区間では列車表示板がホームの端になるためである。また、中心部区間では駅にホームドアが設けられる。

### 車両基地
クロスレールにはロンドン西部ではオールド・オーク・コモン車両基地に、ロンドン東部ではイルフォードにそれぞれ車両基地が設置される。

### 運賃制度
クロスレールの運賃制度は他のロンドンの交通機関と統合されており、オイスターカードも全路線で有効である。クロスレールは中心部のトンネルの長さからよくパリのRERと比較されるが、ロンドン地下鉄やナショナル・レールの路線網と一体化されている。

### ブランド
クロスレールはロンドン交通局のラウンデルが使われ紫色の円と青のバーにクロスレールの名称がNew Johnstonフォントで表示される。

### 関連出典
- "Crossrail Act 2008", www.opsi.gov.uk, Her Majesty’s Stationery Office
  - “Crossrail Bill supporting documents”. 2009年1月13日時点のオリジナルよりアーカイブ。2019年1月2日閲覧。

報道
- “Government backs £10bn Crossrail”. BBC News Online. (2004年6月20日)
- “Will Crossrail beat the Tube?”. BBC News Online. (2004年6月20日)
- “Crossrail link 'to get go-ahead'”. BBC News Online. (2005年2月13日)
- “First Crossrail bill for Commons”. BBC News Online. (2005年2月22日)
- “Election holds up Crossrail bill”. BBC News Online. (2005年4月7日)
- “Crossrail plan in Queen's Speech”. BBC News Online. (2005年5月17日)
- “Crossrail's giant tunnelling machines unveiled”. BBC News Online. (2012年1月2日)
- “Crossrail: A rare look deep under London” (video). BBC News Online. (2013年1月25日) 2013年1月26日閲覧。